# Tom Watson (golf)
Pour les articles homonymes, voir Tom Watson et Watson.
Tom Watson, né le 4 septembre 1949 à Kansas City, est un golfeur ayant marqué l'histoire de son sport dans les années 1970 et 1980. Professionnel en 1971, il compte notamment huit victoires en tournoi majeur, deux au Masters (1977 et 1981), une à l'open américain (1982) et cinq à l'Open britannique (1975, 1977, 1980, 1982 et 1983), seul le Championnat de la PGA ne figure pas à son palmarès (2e en 1978). Selon le Mark McCormack's world golf rankings (ancêtre de l'Official World Golf Ranking), il était considéré comme le numéro un mondial entre 1978 et 1982. Sa carrière a été notamment rythmée par son duel contre Jack Nicklaus.

## Biographie
Tom Watson est né en 1949 à Kansas City dans le Missouri (situé dans le Midwest des États-Unis). Son père, golfeur, l'emmène souvent dans son enfance sur les parcours de golf. Il fait ses débuts au Kansas City Country Club sur lequel il remporte ses premiers succès tout en poursuivant ses études au The Pembroke Hill School. Il remporte quatre fois consécutivement le championnat amateur de l'État du Missouri (1968-1971) avant de passer professionnel dans l'année 1971. Cette même année, il sort diplômé en psychologie de l'Université Stanford.
Depuis ses débuts professionnels après une respectable carrière en amateur, il monte petit à petit dans le haut du classement mondial. Dans ses premières années de joueur professionnel, il a la réputation d'être un joueur qui a du mal à resister à la pression. C'est ainsi qu'il est tout près de remporter son premier tournoi majeur lors de l'open américain en 1974 où après trois tours il est en tête, mais il le finit par une 4e tour désastreux (carte de 79) qui le renvoie à une 5e place final d'un tournoi remporté par l'Américain Hale Irwin. Byron Nelson (ancien grand champion de golf des années 1930 et 1940) lui prête assistance et lui offre son aide. Sous les conseils de ce dernier, Watson améliore considérablement son jeu (notamment son swing et sa gestion d'un tournoi) et remporte cette même année le Western Open son premier tournoi professionnel.
La saison suivante, il remporte deux tournois, dont son premier titre dans un tournoi du grand chelem, lors de Open britannique. Après une année 1976 sans victoire sur le PGA Tour, il remporte cinq victoires l'année suivante, dont deux titres en grand chelem, au Masters et à l'Open britannique, deux victoires obtenues face à son compatriote Jack Nicklaus. Cette saison est récompensée du titre de Player of the Year du PGA Tour, et du Vardon Trophy, trophée qui récompense le joueur ayant réalisé le score moyen le plus bas sur un minimum de 60 parties jouées dans la saison.
Il remporte de nouveau cinq titres PGA en 1978, terminant pour la seconde fois consécutive Player of the Year du PGA Tour, trophée de nouveau accompagné du Vardon Trophy. Sa domination du PGA Tour continue l'année suivante, année conclue par cinq nouveaux titres, et deux nouvelles distinctions de Player of the Year et du Vardon Trophy.
Sa moisson de titres est encore impressionnante lors de la saison 1980 où il remporte sept titres, dont une troisième victoire lors de l'Open britannique. Pour la quatrième saison consécutive, il termine en tête du classement des gains du circuit et avec le titre de Player of the Year.
Lors de la saison suivante, il remporte trois titres, dont une deuxième veste verte obtenue au Masters. Il termine ensuite la saison 1982 avec un nouveau titre en grand chelem avec une victoire lors de l'open américain. Il remporte ensuite son quatrième Open britannique et il ajoute également deux autres titres sur le circuit américain.
Sa seule victoire de 1983 se situe sur le sol britannique avec une cinquième victoire lors du British Open. C'est la quatrième année consécutive où il parvient à remporter au moins un titre du grand chelem.
Après trois titres en 1984, saison où il remporte son sixième titre de Player of the Year, il doit attendre 1987 pour figurer de nouveau au palmarès d'un titre du circuit américain. Il doit ensuite attendre 1996; puis 1998, pour remporter ses deux dernières victoires sur le circuit.

### Tournois du grand chelem
Il remporte au total huit tournois de grand chelem sur la PGA Tour : deux au Masters (1977 et 1981), une victoire à l'open américain (1982) et cinq à l'Open britannique (1975, 1977, 1980, 1982 et 1983).
Sa première victoire dans un tournoi du grand chelem se situe lors de l'Open britannique 1975 disputé à Carnoustie. Watson, pour sa première apparition dans un British, termine le premier tour en 71, à trois coups du leader Peter Oosterhuis. Au soir du deuxième tour, un score de 67 lui permet de partager la seconde place à deux coups du leader Huish. C'est Bobby Cole qui occupe la tête après le troisième tour. Watson, après un score de 69, est placé à trois coups de celui-ci. Lors du dernier tour, Nicklaus occupe un temps, avec un score de 280, la tête du tournoi. Puis Watson, grâce à birdie sur le dernier trou prend la tête avec 279. La dernière partie, disputée par Jack Newton voit celui-ci avoir besoin d'un birdie pour s'offrir un playoff avec Watson, mais il échoue dans sa tentative. Newton, en réalisant le par, oblige Watson à repartir pour un playoff de 18 trous disputé le lendemain. Les deux joueurs sont encore à égalité au début du dernier trou. Watson atteint le green en deux coups alors que son adversaire échoue dans un bunker au deuxième coup. Watson assure ensuite ses putts pour terminer avec un coup d'avance sur son adversaire et remporter son premier Open britannique lors de sa première participation.
Deux ans plus tard, il remporte le Masters en devançant de deux coups Jack Nicklaus. il réalise un score de 276 (70-69-70-67), soit douze coups sous le par.
Lors de sa victoire à l'Open britannique en 1977 à Turnberry en Écosse, il se retrouve en duel avec Jack Nicklaus. Lors du troisième tour, chacun réussit une carte de 65 soit 3 sous le par. Il se retrouve au 4e tour, après une égalité jusqu'au 16e trou, Nicklaus rate un birdie au 17e trou que réussit Watson lui permettant de prendre la tête d'un coup. Au 18e trou, Nicklaus drive dans le rough tandis que Watson reste sur le fairway. Cependant, Nicklaus parvient à faire un birdie mettant la pression sur Watson qui finit également un birdie et s'adjuge son deuxième titre du chelem avec une carte de 268. Selon les observateurs, il s'agit de l'un des plus grands moments de l'histoire de ce sport,.
Sa quatrième victoire dans un majeur se déroule à Muirfield en Écosse lors de l'Open britannique 1980. Après deux premiers tours en 68 et 70, il réalise un score de 64 lors du troisième tour qui lui donne quatre coups d'avance au départ du dernier tour. Une carte de 69 lui permet de sécuriser un score de 271 qui lui donne la victoire, Lee Trevino terminant second à quatre coups devant Ben Crenshaw puis Nicklaus et Mason.
En 1981, Watson remporte se deuxième veste verte en remportant le Masters en devançant de deux cousp l'Américain Johnny Miller et Jack Nicklaus. Il réalise un total de 280 avec des scores de 71, 68, 70 et 71.
Après une cinquième place lors du Masters 1982, il remporte son troisième titre majeur différent en remportant open américain, disputé à Pebble Beach en Californie. Après des scores de 72, 72 et 68, Watson partage la tête avec Bill Rogers, devançant de deux coups Bruce Devlin, George Bruns, Scott Simpson, David Graham et de trois Jack Niklaus. Celui-ci, grâce en partie à une série de cinq birdies, rejoint la tête du classement avec un score de cinq sous le par. Après deux bogeys puis un nouveau birdie, Nicklaus termine par trois pars ce qui lui donne la tête des arrivants avec un score de 284, rendant une dernière carte de 69. Dans le même temps, Watson arrive à mi parcours dans le même score que Rogers qui partage sa partie. Après deux bogeys de celui-ci, Watson se présente au départ du 16e trou avec un score de 5 sous le par. Pour la première fois de la journée, il n'atteint pas le fairway et termine ce trou par un bogey. Un premier fer 1 sur le par 3 du 17 le place dans une mauvaise position entre deux bunker, à environ cinquante mètres du trou. Grâce à un sand wedge, sa balle rejoint le trou, pour un nouveau birdie. Celui-ci lui permet, s'il réalise le par sur son dernier trou, de remporter le titre. Un dernier putt de six mètres lui offre un dernier birdie et une victoire de deux coups.
Un mois plus tard, il dispute l'Open britannique à Troon en Écosse. Le début du tournoi est dominé par l'Américain Bobby Clampell qui mène à l'issue du second tour avec un score de 11 sous le par. Watson se situe alors à sept coups du leader avec deux premières cartes de 69 et 71. Clampell disparu après une carte de 78, Watson se retrouve malgré un 74 à trois coups de la tête, occupée par Nick Price. Lors du dernier jour, réalise un score de 70 qui le place en tête au terme de son 18e trou. Price et Osterhuis échouent à un point de son score de 284.
La saison 1983 de Watson dans les tournois du grand chelem débute par deux places dans le Top 5, une quatrième place au Masters, puis une seconde à l'US Open. L'Open britannique est disputé au Royal Birkdale Golf Club en Angleterre. Les deux premiers tours sont dominés par l'Américain Craig Stadler, qui après un premier tour en 64, occupe la première place avec un score de 134 à mi-parcours. Watson, avec 67 et 68 est à un point. Le classement en tête s'inverse à l'issue du troisième tour, Watson avec un score de 70 devançant désormais l'Américain de un coup et trois autres joueurs, dont Nick Faldo, à deux coups. Les Américains Andy Bean  et Hale Irwin réalisent un dernier tour en 67 qui les placent en tête avec un score de 276, soit huit coups sous le par. Watson, qui évolue donc dans la dernière partie, réalise un birdie sur le 16e trou qui le place en neuf sous le par. Après un par difficilement réalisé sur le 17, ses deux premiers coups sur le 18 le place à six mètres du drapeau avec deux putts pour réaliser le par. Il réussit sa tentative et remporte son huitième majeur, le cinquième sur le sol britannique.
La saison suivante, il échoue dans sa conquête de remporter un troisième Open britannique consécutif en terminant à la deuxième place, devancé par l'Espagnol Severiano Ballesteros. Watson partage la tête avec l'Australien Ian Baker-Finch à l'issue du troisième tour, possédant deux coups d'avance sur l'Espagnol et l'Allemand Bernhard Langer. Lors du dernier tour, Langer, qui manque plusieurs tentatives de birdie, ne parvient pas à rejoindre l'Américain. Ballesteros est pour sa part parvenu à recoller au score au départ du 17e trou. Celui-ci voit l'Espagnol réussir le par et prendre la tête, Watson concédant un bogey. De plus, Watson, lors de ce trou, entend la rumeur de la foule annonçant un nouveau birdie de Ballesteros sur le dernier trou, ce qui le condamne à un impossible score de deux sur le par 4 du dernier trou.
Les saisons suivantes, il parvient de nouveau à terminer dans le Top 5 d'un tournoi du grand chelem: il obtient une quatrième place au Masters 1989, puis une troisième lors de l'édition de 1991 et une quatrième en 1997. À l'US Open, il termine cinquième en 1993, année où il termine à la même place lors de l'USPGA.
En 2009, âgé de 59 ans, il surprend les spécialistes en occupant la seconde place du classement de l'Open britannique, disputé à Turnberry, au soir du premier tour grâce à un score de 65, devancé seulement par les 64 de l'Espagnol Miguel Angel Jimenez. À l'issue du deuxième tour, qui voit Tiger Woods ne pas franchir le cut pour seulement sa deuxième fois dans un tournoi du grand chelem depuis le début de sa carrière professionnelle, il occupe la première place avec l'Américain Steve Marino. Il ne flanche toujours pas, et, à l'entame du dernier tour, il occupe seul la tête, avec un point d'avance sur le premier de ses poursuivants. Parmi ceux-ci, Stewart Cink, grâce à un score de 68 et un birdie sur le dernier trou, occupe la place de leader lorsque Watson commence son dernier trou. Un par lui garantit la victoire mais un coup de fer 8 trop long, puis un putt de 1,80 m manqué le condamne à un playoff face à son compatriote. Ce playoff, disputé sur quatre trous, est dominé par Cink qui termine avec six coups d'avance. Watson vient de manquer l'occasion de remporter son sixième Open britannique,.

### Ryder Cup
Watson participe à quatre éditions de Ryder Cup. Sa première apparition se fait lors de la Ryder Cup 1977. Pour sa première rencontre, il fait équipe avec Jack Nickaus. La paire américaine remporte leur rencontre, disputée en Foursomes sur le score de 5 et 4. Sur le quatre balles meilleure balle qu'il dispute avec Hubert Green, il gagne sur le score de 5 et 4. En simple, il est battu par l'Anglais Nick Faldo sur le score de 1 up.
Lors de la Ryder Cup 1981, il fait équipe lors des doubles avec Jack Nicklaus avec lequel il remporte les trois rencontres qu'ils disputent. En simple, il échoue sur le score de 4 et 3 face à Howard Clark. L'édition est remportée par les États-Unis sur le score de 18 et ½ à 11 et ½.
Lors de l'édition suivante, il est de nouveau présent dans l'équipe américaine. Associé à Ben Crenshaw, Jay Haas et Bob Gilder, il remporte ses trois parties de doubles, avant de perdre la dernière, toujours avec Gilder. En simple, il bat Bernard Gallacher sur le score de 2 et 1. La victoire est de nouveau pour l'équipe américaine qui l'emporte 14 et ½ à 13 et ½.
Sa quatrième apparition a lieu dans le cadre du Belfry en Angleterre. L'édition se termine par un score de 14 partout, les européens conservant le trophée après leur victoire sur le sol américain lors de l'édition précédente. Il fait match nul lors sa première rencontre disputée avec Chip Beck, puis perd avec Mark O'Meara face à la redoutable paire espagnole Ballesteros, Olazábal sur le score de 4 et 2. En simple, il bat Sam Torrance 3 et 1.
Lors de la Ryder Cup 1993, il rejoint sur ce même parcours du Belfry mais cette fois dans la position de capitaine. Son équipe remporte la rencontre sur le score de 15 à 13.

### Champions Tour
En 1999, il rejoint le Champions Tour. Sur celui-ci, il remporte douze victoires, dont cinq titres majeurs. Il détient ainsi trois titres sur le Senior British Open, dont il détient le plus de titre avec Gary Player. Il est également l'un des trois joueurs, avec Player et Bob Charles à avoir remporté l'Open britannique et l'Open britannique Senior. En 2003, sa première victoire sur ce dernier tournoi a lieu à Turnberry, sur le parcours qui a vu sa victoire sur Nicklaus en 1977. À l'issue de cette saison, avec deux titres majeurs sur le Champions Tour, il est élu Champions Tour Player of the year.

### Distinctions personnelles
La carrière universitaire de Tom Watson est récompensée d"une introduction au Stanford Athletic Hall of Fame en 1971,.
Sur le circuit du PGA Tour, il remporte à six reprises le titre de Player of the Year, en 1977, 1978, 1979, 1980, 1982, 1984 et termine en tête du classement des gains cinq fois, en 1977, 1978, 1979, 1980, 1984. Lors des trois années 1977, 1978 et 1979, il remporte également le Vardon Trophy.
En 1988, il est introduit au sein du World Golf Hall of Fame.
En 2003, il est récompensé du titre de Player of the Year du Champions Tour, trophée qui porte le nom de Arnold Palmer Award.
Cette même saison 2003, il est récompensé du Payne Stewart Award, trophée qui porte le nom d'un autre membre du Hall of Fame, Payne Stewart. Ce trophée récompense un joueur qui fait honneur aux valeurs et traditions du golf.